# Rhacophorus appendiculatus
Rhacophorus appendiculatus é uma espécie de anfíbio da família Rhacophoridae.
Pode ser encontrada nos seguintes países: Brunei, Índia, Indonésia, Malásia, Filipinas, e possivelmente Butão, Myanmar e Tailândia.
Os seus habitats naturais são: florestas subtropicais ou tropicais húmidas de baixa altitude, pântanos subtropicais ou tropicais, matagal húmido tropical ou subtropical, rios, pântanos, marismas de água doce e marismas intermitentes de água doce.
Está ameaçada por perda de habitat.